# Настасія Кінскі
Настасія Аглая Накшинскі (нім. Nastassja Aglaia Nakszynski; нар. 24 січня 1961, Західний Берлін, Західна Німеччина) — німецька акторка і супермодель. Здобула Золоту пальмову гілку на Каннському кінофестивалі 1984 року.

## Життєпис
Знімалася у Німеччині, Франції та США (Голлівуд) у таких режисерів, як Вім Вендерс, Вольфганг Петерсен, Роман Полянський та Френсіс Форд Коппола. В кінці 1970-х і 1980-х її фото були на численних обкладинках журналів, наприклад, «Vogue». Її найпомітніші ролі: «Така, як ти є» (Альберто Латтуади, 1978), «Тесс» Романа Полянського, 1979), «Люди-коти» (Пола Шредера, 1982) і «Париж, Техас» (Віма Вендерса, 1984).
10 вересня 1984 року одружилася з єгипетським режисером Ібрагімом Мусу. Народила двох дітей: сина Альошу (1984) та доньку Соню Кінські (1986), яка працює як модель і акторка. У 1992 році шлюб розпався. У 1992—1995 роках Кінскі жила з музикантом Квінсі Джонсом і у 1993 році народила дочку Кенію Юлію Маямбі Сару Джонс, модель, професійно відому як Кенія Кінскі-Джонс.

## Фільмографія
- 1976: «Дочка Сатани» (To the Devil a Daughter) — Катерина
- 1978: «Така, як ти є» (Così come sei) — Франческа
- 1979: «Тесс» (Tess) — Тесс Дарбіфільд
- 1982: «Люди-коти» (Cat People) — Ірена
- 1983: «Місяць у стічній канаві» (La Lune dans le caniveau) — Лоретта Ченнінг
- 1984: «Готель Нью-Гемпшир» (The Hotel New Hampshire) — Сьюзі
- 1984: «Париж, Техас» (Paris, Texas) — Джейн Гендерсон
- 1984: «Коханці Марії» (Maria's Lovers) — Марія
- 1985: «Революція» (Revolution) — Дейзі МакКонагей
- 1989: «У місячну ніч» (In una notte di chiaro di luna) — Джоель
- 1989: «Весняні води» (Torrents of Spring) — Марія Миколаївна Полозова
- 1997: «День батька» (Fathers' Day) — Колетт Ендрюс
- 1997: «Побачення на одну ніч» (One Night Stand) — Карен
- 1998: «Твої друзі та сусіди» (Your Friends & Neighbors) — Чері
- 1998: «Спаситель» (Savior) — Марія Роуз
- 1999: «Блудний син» (The Lost Son) — Дебора
- 2000: «Золотий пил» (The Claim) — Елен Діллон
- 2001: «Холодне серце» (Cold Heart) — Лінда Кросс
- 2001: «Сліпий терор» (Blind Terror) — Сьюзен
- 2003: «Знайдений рай» (Paradise Found) — Метта Гоген
- 2003: «Небезпечні зв'язки» (Les Liaisons dangereuses) — Мадам Марія де Турвель
- 2004: «Жінка-мушкетер» (La Femme Musketeer) — леді Болтон
- 2006: «Внутрішня імперія» (Inland Empire) — леді